# 楊國母
楊如鈺（越南语：Dương Như Ngọc，?—?），静海军节度使楊廷藝之女，越南自主時期吴朝吴权的王后。
唐林人吴权，投奔楊廷藝为牙将。因为他魁梧奇伟，有智勇，力能扛鼎，楊廷藝把女儿许配给他。吴权镇守爱州。937年，矫公羡杀害了杨廷艺。吴权起兵复仇，938年，吴权在白藤江之战中击败援助矫公羡的南汉军队。939年，吴权在古螺城称王，立杨氏为王后。944年，吴权死，遗命杨王后的哥哥杨三哥辅佐自己的儿子。结果杨三哥篡位，吴权长子吴昌岌出逃。吴权次子吴昌文被杨三哥“以为己子”。幼子吴南兴、吴乾兴，依附杨国母。950年，吴昌文兵变废黜杨三哥，吴昌文称南晋王，吴昌岌称天策王，二王共治。杨国母终年不详。